# JETRO
La Japan External Trade Organization (日本貿易振興会, nihon bōeki shinkō kai, acronimo ジェトロJETRO) fu fondata dal MITI nel 1958 per consolidare gli sforzi del Giappone nella promozione delle esportazioni. Il governo ha fornito più della metà del budget operativo annuale. Al 1989, la JETRO manteneva 78 uffici in 57 paesi, così come 30 uffici in Giappone, con un totale di 1.200 impiegati.
Inizialmente le attività della JETRO si concentravano prevalentemente sulla promozione delle esportazioni verso altri paesi. Come gli esportatori si collocarono essi stessi nei mercati mondiali e la bilancia commerciale passò dal deficit al surplus, però, il ruolo della JETRO mutò per comprendere attività più diversificate. Queste includevano il supporto alla mutua comprensione fra partner commerciali, la promozione delle importazioni, collegamenti fra le piccole imprese in Giappone e le loro controparti oltremare e la divulgazione dati. I servizi di promozione dell'importazione includevano pubblicazioni, promozione di fiere commerciali, seminari e missioni commerciali.